# NGC 6869
NGC 6869 је лентикуларна галаксија у сазвежђу Змај која се налази на NGC листи објеката дубоког неба.
Деклинација објекта је + 66° 13' 41" а ректасцензија 20h 0m 42,3s. Привидна величина (магнитуда) објекта NGC 6869 износи 12,1 а фотографска магнитуда 13,1. Налази се на удаљености од 32,1000 милиона парсека од Сунца. NGC 6869 је још познат и под ознакама UGC 11506, MCG 11-24-4, CGCG 324-6, PGC 63972.